# HMS Valkyrie (1917)
«Валькірія» (англ. HMS Valkyrie) — військовий корабель, лідер ескадрених міноносців «Адміралті» типу «V» Королівського військово-морського флоту Великої Британії за часів Першої світової війни.

## Історія створення
«Валькірія» був закладений 25 травня 1916 року на верфі компанії William Denny and Brothers у Дамбартоні під назвою «HMS Malcolm», але був перейменований в процесі будівництва. 12 березня 1917 року він був спущений на воду, а 16 червня 1917 року увійшов до складу Королівських ВМС Великої Британії.

## Історія служби
Після введення в експлуатацію «Валькірія» став лідером есмінців 10-ї флотилії есмінців, що входила до складу сил Гариджа, де виконував бойові завдання з протичовнової оборони та ескорту конвоїв у внутрішніх водах. 22 грудня 1917 року «Валькірія» був частиною супроводу конвою до Нідерландів, коли вона наразився на міну. Дванадцять людей загинуло внаслідок вибуху, ще сім чоловіків померли від ран у наступні дні. Ще три есмінці 10-ї флотилії типу «R», «Торрент», «Сюрприз» і «Торнадо» наступного дня потонули через підрив на німецьких мінах. До липня 1918 року «Валькірія» ремонтувався у Chatham Dockyard. Після ремонту «Валькірія» увійшов до 13-ї флотилії, що базувалася у Росайті, на чолі з легким крейсером «Чемпіон».
У листопаді 1918 року, після краху Німецької імперії, завершенням бойових дій з Німеччиною, і капітуляцією німецького Флоту відкритого моря, 13-та флотилія есмінців, включаючи «Валькірію», була відправлена до Балтійського моря в рамках британської інтервенції у російську Громадянську війну. У січні 1919 року кораблі повернулися до берегів Британії.
У 1936 року лідер ескадрених міноносців «Валькірія» виключили зі списку флоту Великої Британії та списали на брухт.